# مترو إسطنبول يني كابي - حجي عثمان
قطار إم2 (بالتركية: M2 Yenikapı-Hacıosman Metro) هو خط نقل سريع لمترو إسطنبول يظهر باللون الأخضر على الخرائط وعلامات الطرق، افتتح في عام 2000، وكان ثاني خط نقل سريع في إسطنبول.
يطول الخط 23.49 كيلومتر ويمتد من يني كابي في الجنوب إلى حجي عثمان في الشمال، بالإضافة إلى قطار خدمي من صناعية محلسي إلى سيران تبة. يحتوي الخط على 16 محطة ويستغرق القطار 32 دقيقة من البداية للنهاية. ويخدمه 192 قطارًا يحتوي على 8 عربات عدى يوم الأحد، يخدمه قطارات مع 4 عربات.

## تاريخ
هذا جدول زمني يوضح كيف بني المترو من بدايته إلى افتتاحه الكامل:
- بدأ حفر نفق المترو في 19 أغسطس 1992
- اكتمل حفر نفق تقسيم إلى شيشلي في 12 يونيو 1994
- اكتمل حفر نفق شيشلي إلى ليفينت الرابعة في 8 يوليو 1994
- اكتمل حفر نفقي تقسيم إلى شيشلي إلى ليفينت الرابعة في 30 أبريل 1995
- رُكّبت أول مركبة إلى النفق في 11 يناير 1999
- بدأ القطار بشكل تجريبي في 25 مارس 1999
- افتتحت المرحلة الأولى للقطار (تقسيم - ليفينت) في 16 سبتمبر 2000
- تمدد القطار إلى ليفينت الرابع في 31 أكتوبر 2000
- افتتحت المرحلة الثانية للقطار (شيش خانة - مصانع أتاتورك للسيارات) في 30 يناير 2009
- تمدد القطار إلى دار الشفقة في 02 سبتمبر 2010
- افتتح القطار الخدمي (الصناغية - سيران تبة) في 11 نوفمبر 2010
- تمدد القطار إلى حجي عثمان في 09 يوليو 2011
- افتتحت المرحلة الثالثة للقطار (يني كابي - شيش خانة) في 15 فبراير 2014
- افتتحت محطة فيزنيجيلار في 16 مارس 2014

## المحطات
| المحطة                           | المنطقة           | تحويلات | النوع     | ملاحظات                                |
| -------------------------------- | ----------------- | --- | --------- | -------------------------------------- |

خريطة مترو M2 بالتركية

| صفا كوي                          | كوجك جكمجة        | حافلات İETT: 36AS, 73B, 73F, 73H, 76, 76C, 76O, 76V, 79Y, 89, 89A, 89B, 89BS, 89F, 89K, 89S, 98, 98AB, 98KM, 98S, 98TB, 146, AVR1A, HS3, HT20, KÇ2, MR42 | غير معلوم |                                        |
| تشوبان تششمة                     | بهتشةلي أيفلر     | حافلات İETT: 31, 31E, 36AY, 73Y, 78B, 79F, 79FY, 79G, 79K, 79Ş, 82, 82S, 89M, 89YB, 98B, 98H, 98MB, 98T, E-57, HT10, HT11 | غير معلوم | مركز كيومجو كنت                        |
| ظافر                             | بهتشةلي أيفلر     | حافلات İETT: 31, 31E, 98B, HT12 | غير معلوم |                                        |
| سياوش باشا                       | بهتشةلي أيفلر     | حافلات İETT: HT10, HT11, MK97 | غير معلوم |                                        |
| عدنان قهوجي                      | بهتشةلي أيفلر     | حافلات İETT: 55Y, 97A, 97T, 98E, MK97 | غير معلوم |                                        |
| إنجرلي                           | بكر كوي           | ・ حافلات İETT: 31, 31E, 50B, 71T, 72T, 73, 73F, 76D, 78ZB, 79G, 79Ş, 82, 89, 89A, 89B, 89K, 89M, 89S, 92, 94, 94A, 94Y, 97, 97A, 97BT, 97E, 97KZ, 97T, H-9, HT13, MK97 | غير معلوم | قصر عدالة باكر كوي                     |
| عثمانية                          | بكر كوي           | حافلات İETT: 94 | غير معلوم |                                        |
| دار محكمة زيتون بورنو            | زيتون بورنو       | حافلات İETT: 93, 93M, 93T | غير معلوم | ميدان زيتون بورنو                      |
| سيليفري كابي                     | الفاتح            | حافلات İETT: 48A, 50K, 85C, 93, 93M, 93T | غير معلوم |                                        |
| خوجة مصطفى باشا                  | الفاتح            | حافلات İETT: 35, 35A, 35C, 35D | غير معلوم | جامعة إسطنبول - فرع جراح باشا          |
| ↑↑تحت التخطيط ↑↑                 |                   | |           |                                        |
| يني كابي                         | الفاتح            | ・・⛴️ (صالة يني كابي البحرية) حافلات İETT: 30D, 31, 31Y, 50Y, 70FY, 70KY, 72YT, 76A, 77, 88A, 146T, 336Y | تحت الأرض | منطقة فعاليات يني كابي                 |
| فيزنيجيلار                       | الفاتح            | (محطة لاليلي) حافلات İETT: 36A, 36V, 37Y, 38B, 50V, 77A, 86V | تحت الأرض | جامعة إسطنبول - فرع فيزنيجيلار ولاليلي |
| خليج                             | خليج إسطنبول      | (محطة كوتشوك بازاز) حافلات İETT: 26, 26A, 28, 28T, 30D, 31E, 32, 33, 33B, 33E, 33ES, 33TE, 33Y, 35, 36KE, 38E, 46Ç, 50E, 50P, 54E, 54TE, 66, 70D, 70FE, 70KE, 74, 74A, 77Ç, 78, 78H, 79E, 79GE, 80, 82, 90, 92, 92C, 93, 97A, 97GE, 99A, 146B, 336, 336E, EM1, EM2 | على جسر   |                                        |
| شيش خانة                         | بك أوغلي          | (محطة تونيل)・ (محطة بك أوغلي) حافلات İETT: 32T, 35C, 36T, 46Ç, 46T, 50E, 50N, 54E, 54HT, 54TE, 55T, 66, 70FE, 70FY, 70KY, 71T, 72T, 72YT, 73, 73F, 74, 74A, 76D, 77, 77A, 77Ç, 79T, 80T, 85T, 87, 89C, 89T, 92T, 93T, 97BT, 97T, 145T, E-56, E-59, EM1, EM2 | تحت الأرض | برج غلطة                               |
| تقسيم                            | بك أوغلي          | ・ حافلات İETT: 25G, 32T, 35C, 36T, 37T, 40, 40T, 46Ç, 46T, 48N, 48T, 50N, 50T, 54Ç, 54E, 54HT, 54K, 54ÖR, 54P, 54T, 54TE, 55ET, 55T, 66, 69A, 70FE, 70FY, 70KE, 70KY, 71T, 72T, 72YT, 73, 73F, 74, 74A, 76D, 79T, 80T, 85T, 87, 89C, 89T, 92T, 93T, 97BT, 97T, 129T, 145T, 256, 559C, DT1, DT2, E-56, E-59 | تحت الأرض | ميدان تقسيم                            |
| عثمان بيي                        | شيشلي             | حافلات İETT: 25G, 30A, 30M, 46Ç, 46T, 48N, 54Ç, 54E, 54K, 54ÖR, 54P, 54T, 66, 70D, 70FE, 70FY, 70KE, 70KY, 74, 74A, 256, DT1, DT2 | تحت الأرض |                                        |
| شيشلي - مجيدية كوي               | شيشلي             | ・ حافلات İETT: 25G, 27T, 29Ş, 30A, 30M, 32M, 33M, 33TM, 36M, 41AT, 46Ç, 46KT, 46T, 48, 48F, 48H, 48N, 48S, 49G, 49GB, 50C, 50M, 50S, 54Ç, 54E, 54HŞ, 54K, 54ÖR, 54P, 54T, 55, 59A, 59B, 59CH, 59K, 59N, 59R, 59UÇ, 64Ç, 65G, 66, 74, 74A, 750, 77, 77A, 79KM, 79M, 92M, 92Ş, 93M, 97M, 121A, 121B, 121BS, 122C, 122D, 122Y, 141A, 141M, 146E, 146M, 251, 252, 522, 522B, 522ST, 622, DT1, DT2, E-58, H-2, HM3, HM4 | تحت الأرض | برج ترامب - ميدان مجيدية كوي           |
| غايريت تبة                       | شيشلي             | (محطة زنجرلي كويو)・ حافلات İETT: 25G, 27E, 27SE, 27T, 29, 29A, 29C, 29D, 29İ, 29P, 29Ş, 30A, 30M, 36L, 40B, 41AT, 41E, 42, 42M, 42Z, 43R, 49Z, 50Z, 58A, 58N, 58S, 58UL, 59A, 59B, 59CH, 59K, 59N, 59R, 59S, 59UÇ, 62, 62G, 63, 64Ç, 65G, 121A, 121B, 121BS, 122B, 122C, 122D, 122Y, 251, 252, 256, 522, 522B, 522ST, 599C, 622, DT1, DT2, U1, U2                                                                  | تحت الأرض | مركز زورلو                             |
| ليفينت                           | شيشلي             | حافلات İETT: 25G, 27E, 27SE, 27T, 29, 29A, 29C, 29D, 29E, 29İ, 29P, 29Ş, 36L, 40B, 41AT, 41E, 42, 42M, 42Z, 49Z, 50Z, 62, 62G, 63, 64Ç, 65G, 121A, 121B, 121BS, 122B, 122C, 122D, 122Y, 522B, 522ST, 622 | تحت الأرض | - كانيون مول - أوزديليك بارك           |
| ليفينت الرابع                    | كاعط خانة وبشكطاش | حافلات İETT: 25G, 27E, 27SE, 27T, 29, 29A, 29B, 29C, 29D, 29E, 29GM, 29P, 29Ş, 36G, 36L, 36Z, 40B, 41, 41A, 41AT, 41E, 41SM, 42, 42M, 48L, 49Z, 50F, 50Z, 500L, 500T, 59RK, 59RS, 65A, E-3, EL2 | تحت الأرض | إسطنبول سافاير مول                     |
| الصناعية                         | كاعط خانة وبشكطاش | حافلات İETT: 25G, 27E, 27SE, 27T, 29A, 29B, 29C, 29D, 29E, 29GM, 29P, 29Ş, 36G, 36L, 36Z, 40B, 41, 41A, 41AT, 41E, 41SM, 42, 42M, 48L, 49Z, 50F, 50Z, 59RK, 59RS, 62H, 65A, 500L, 500T, D2 | تحت الأرض |                                        |
| جامعة إسطنبول التقنية - أياز آغا | ساريير            | حافلات İETT: 25G, 29, 29A, 29B, 29C, 29D, 29E, 29GM, 29P, 29Ş, 40B, 41, 41C, 41N, 42, 42M, 47L, 50H, 59RK, 59RS, 62H, D2 | تحت الأرض |                                        |
| مصانع أتاتورك للسيارات           | ساريير            | حافلات İETT: 25G, 29A, 29C, 29D, 29GM, 41, 42M, 47L, 50H, 59RK, 59RS, 62H, D2 | تحت الأرض |                                        |
| دار الشفقة                       | ساريير            | حافلات İETT: 25G, 29C, 29D, 29T, 41, 42M, 47L, 50H, 59RK, 59RS, 62H, D2 | تحت الأرض | غابة أتاتورك                           |
| حجي عثمان                        | ساريير            | حافلات İETT: 150, 151, 152, 154, 25, 25A, 25S, 25S, 25Y, 29C, 29D. 29M2, 29M1, 42Z, 47L, 48D, 50H, 59HS, 59RH, 62H, H-8, HM1 | تحت الأرض | غابة أتاتورك                           |

## المركبات
يستخدم خط M2 قطارات هيونداي روتيم وألستوم متروبوليس وفي كل محطة يمر قطار كل 5 دقائق من اساعة 5 صباحا إلى الساعة 12 ليلا ما عدى يوم الأحد.

## امتداد مستقبلي
يُخطَّط لامتداد مستقبلي جنوب غرب يني كابي، مع إضافة خمس محطات جديدة في كوجا مصطفى باشا، وسيلفري كابي، وفلي أفندي، وزيتين بورنو، وباكركوي.

## معرض الصور
- قطار M2 من تصنيع شركة ألستوم
- محطة ليفينت على خطي M2 وM6 (النسخة القديمة)
- الجزء الداخلي من القطارات
- جسر مترو القرن الذهبي
- قطار M2 في محطة يني كابي

## روابط خارجية
- الموقع الرسمي